# Zingiberàcies

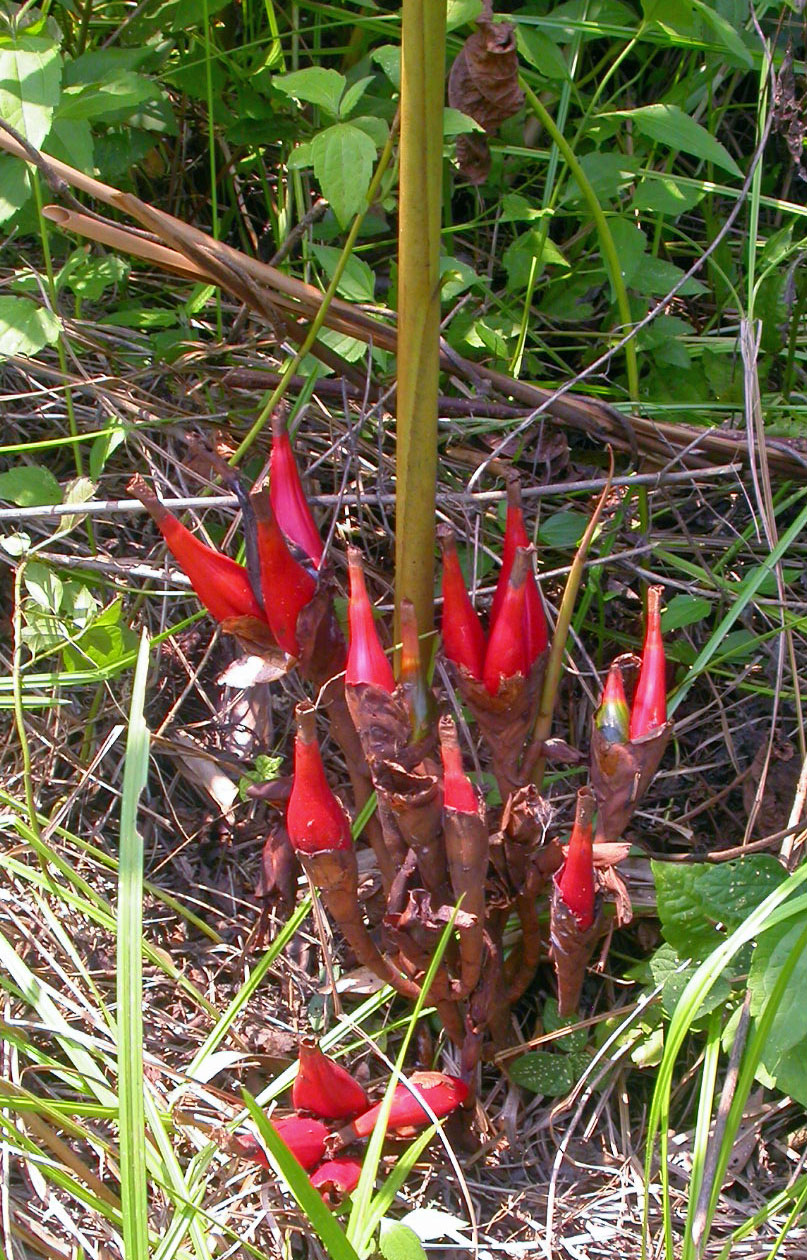
Aframomum angustifolium

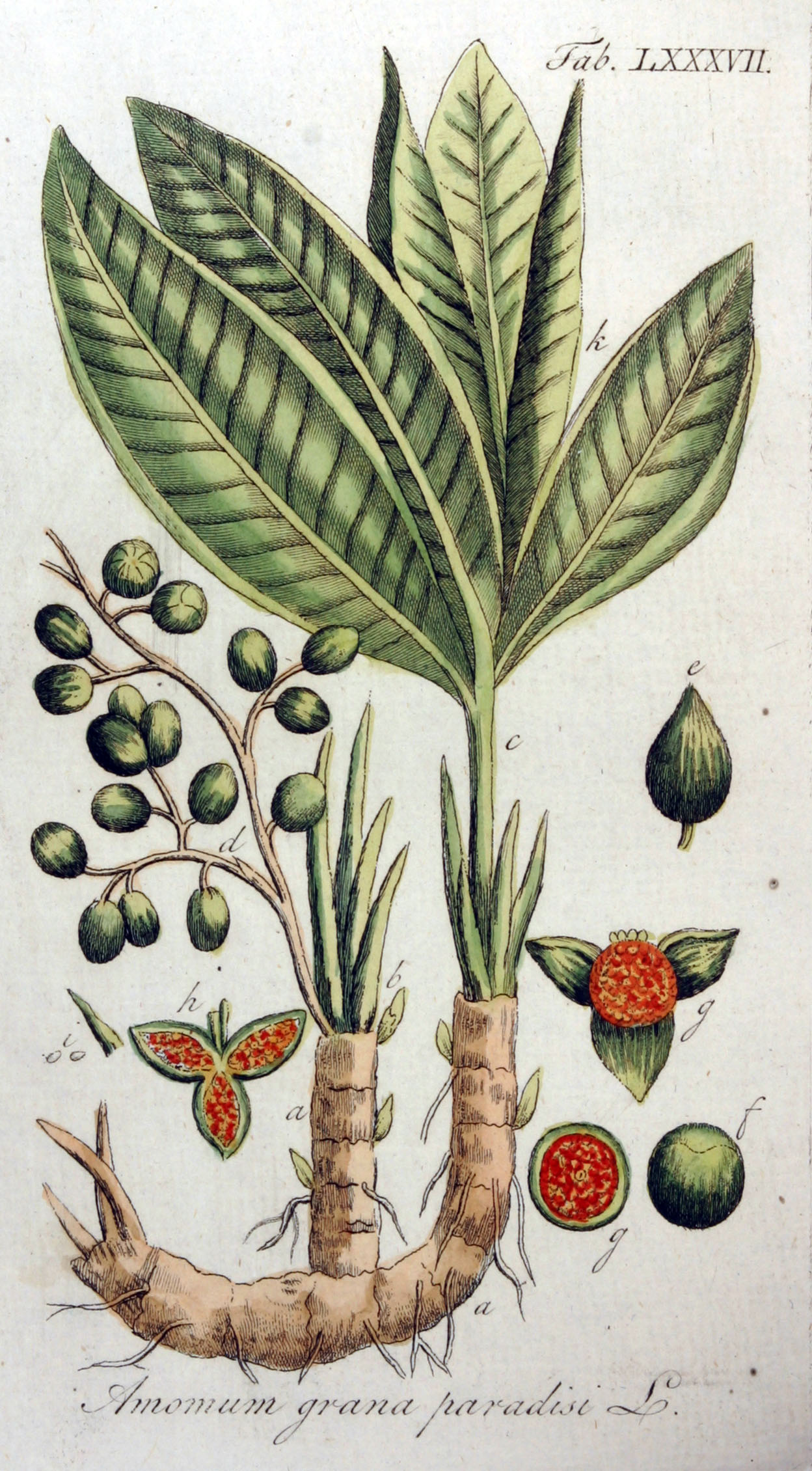
Malagueta (Aframomum melegueta)

Les zingiberàcies (Zingiberaceae) són una família de plantes angiospermes de l'ordre de les zingiberals (Zingiberales) , dins del clade de les commelínides, un subclade de les monocotiledònies.
Comprèn unes 1.300 espècies agrupades en 57 gèneres. Són plantes natives de les zones tropicals i subtropicals del món, destaca l'àrea que va del sud-est d'Àsia fin a Malèsia. Inclou espècies molt conegudes com el gingebre (Zingiber officinale), el cardamom (Elettaria cardamomum) o la cúrcuma (Curcuma longa).

## Descripció
La majoria són plantes tropicals, i la màxima diversitat se'n troba al sud-est asiàtic. Solen ser plantes perennes i rizomatoses.

## Taxonomia
Aquesta família va ser publicada per primer cop l'any 1820, sota el nom de Zinziberaceae a l'obra Техно-ботанический словарь на латинском и российском языках (Diccionari tecno-botànic en llatí i rus) pel botànic rus Ivan Martinov (1771-1833).

### Gèneres
Dins d'aquesta família es reconeixen els 57 gèneres següents:
- Adelmeria Ridl.
- Aframomum K.Schum.
- Alpinia Roxb.
- Amomum Roxb.
- Aulotandra Gagnep.
- Boesenbergia Kuntze
- Burbidgea Hook.f.
- Camptandra Ridl.
- Caulokaempferia K.Larsen
- Cautleya (Royle ex Benth.) Hook.f.
- Conamomum Ridl.
- Cornukaempferia Mood & K.Larsen
- Curcuma L.
- Cyphostigma Benth.
- Distichochlamys M.F.Newman
- Elettaria Maton
- Epiamomum A.D.Poulsen & Škorničk.
- Etlingera Giseke
- Gagnepainia K.Schum.
- Geocharis (K.Schum.) Ridl.
- Geostachys (Baker) Ridl.
- Globba L.
- Haniffia Holttum
- Hedychium J.Koenig
- Hemiorchis Kurz
- Hornstedtia Retz.
- Johoralia C.K.Lim
- Kaempferia L.
- Kedhalia C.K.Lim
- Lanxangia M.F.Newman & Škorničk.
- Larsenianthus W.J.Kress & Mood
- Leptosolena C.Presl
- Meistera Giseke
- Myxochlamys A.Takano & Nagam.
- Nanochilus K.Schum.
- Newmania N.S.Lý & Škorničk.
- Parakaempferia A.S.Rao & D.M.Verma
- Perakalia C.K.Lim
- Plagiostachys Ridl.
- Pleuranthodium (K.Schum.) R.M.Sm.
- Pommereschea Wittm.
- Pyrgophyllum (Gagnep.) T.L.Wu & Z.Y.Chen
- Renealmia L.f.
- Rhynchanthus Hook.f.
- Riedelia Oliv.
- Roscoea Sm.
- Scaphochlamys Baker
- Siamanthus K.Larsen & J.Mood
- Siliquamomum Baill.
- Siphonochilus J.M.Wood & Franks
- Stadiochilus R.M.Sm.
- Sulettaria A.D.Poulsen & Mathisen
- Sundamomum A.D.Poulsen & M.F.Newman
- Tamijia S.Sakai & Nagam.
- Vanoverberghia Merr.
- Wurfbainia Giseke
- Zingiber Mill.

## Usos
Moltes han estat emprades tradicionalment com a espècies o condiments, com el gingebre, la cúrcuma, el cardamom, la galanga, la malagueta i la zedoària.